# Freinsheim
Freinsheim är en stad i Landkreis Bad Dürkheim i förbundslandet Rheinland-Pfalz, Tyskland med cirka 5 000 invånare.
Staden ingår i kommunalförbundet Verbandsgemeinde Freinsheim tillsammans med ytterligare sju kommuner.

## Politik
Stadtrat (motsvarande kommunfullmäktige) består av 20 personer som valdes vid lokala val den 7 juni 2009, med borgmästaren som ordförande.
Fördelningen av mandaten i kommunfullmäktige:
|      | SPD | CDU | FWG | FDP | Totalt    |
| 2009 | 8   | 5   | 5   | 2   | 20 mandat |
| 2004 | 8   | 7   | 4   | 1   | 20 mandat |

Borgmästare är Jürgen Oberholz (Freie Wählergruppe, FWG).

## Vänorter
- Buttstädt i Thüringen, Tyskland
- Marcigny i Champagne-Ardenne, Frankrike